# Csetényi szélerőmű

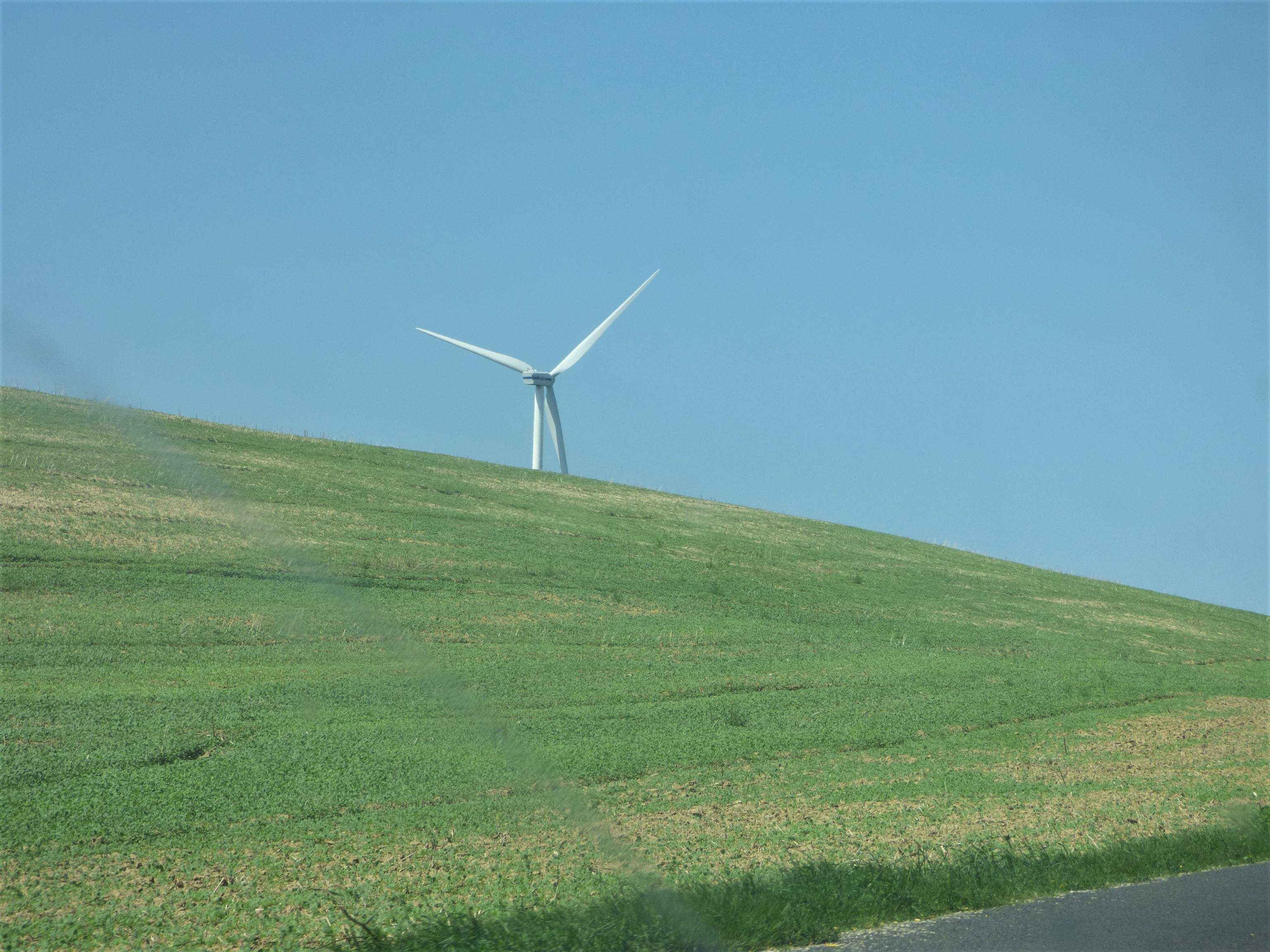
A csetényi szélerőmű a 8213-as út felől

A csetényi szélerőmű 2006 szeptemberében kezdett működni. Teljesítménye akkor 1800 kW volt, 2008-ban 2 x 2 MW.
A csetényi szélerőmű Magyarország legmagasabb szélerőműve, két toronyból áll, a rotoragymagasságáguk 105 méter, a rotorok átmérője 90 méter. A szélerőművek bekapcsolásához legalább 3,5 m/s szélsebességre van szükség, s akár 25 m/s-ig működhetnek, azaz termelhetnek áramot. A csetényi szélerőmű átadásán a dán nagykövet beszédében megemlítette, hogy Dániában a felhasznált energia 22%-át az ottani 2800 szélerőmű termeli. 

## A szélerőmű paraméterei
Típusa: 2 db Vestas V90-2MW NH105
Névleges teljesítménye: 2 x 2 MW
Toronymagasság: 105 méter
Teljes magasság: 150 méter
Tömege: 336 tonna
Lapátok: 3 darab, egyenként 44 méter, karbonszálas felépítés
Rotor átmérője: 90 méter

## Érdekesség
Cédric Dumont belga sportoló bázisugrást hajtott végre a csetényi szélerőmű tetejéről. A bázisugráshoz minimum 90 méteres magasságra van szükség, Cédric Dumont 45 méteren nyitotta csak ki a biztonságot jelentő ernyőt.
Lásd még:Magyarországi szélerőművek listája